# Mads Fuglede
Mads Fuglede (født 23. august 1971 på Bispebjerg Hospital) er medlem af Folketinget for Danmarksdemokraterne, cand.mag., ph.d.-studerende og kommentator i amerikanske forhold. Den 5. oktober 2017 indtrådte han som midlertidigt medlem af Folketinget for partiet Venstre som stedfortræder for Jakob Engel-Schmidt som havde orlov som medlem af Folketinget. Ved folketingsvalget i 2019 opnåede Mads Fuglede valg med 3.622 personlige stemmer. Han skiftede i marts 2024 parti fra Venstre til Danmarksdemokraterne.

## Baggrund
Fuglede er kandidat i historie og filosofi fra Aarhus Universitet. Han har undervist i international politik og USA's historie ved Grundtvigs Højskole.

## Erhvervs- og politisk karriere
Han var medstifter af organisationen "Kulturmøde og konfliktløsning: Danmark-Europa-Verden", der arbejder med den israelsk-palæstinensiske konflikt samt af Youth 2002, hvor 1.000 unge europæere skrev et forslag til en forfatning for EU.
Under den amerikanske præsidentvalgkamp i 2008 og 2012 fungerede han som fast kommentator og ekspert for TV 2 News. Det gjorde sig også gældende i 2016, hvor han stod for livedækning af det amerikanske valg på TV 2 sammen med Cecilie Beck.
Mads Fuglede blev i februar 2014 valgt som folketingskandidat for Venstre i Gladsaxekredsen. Han fik ved Folketingsvalget i 2015 1.968 stemmer. I oktober 2017 indtrådte han i Folketinget som suppleant for Jakob Engel-Schmidt, idet Engel-Schmidt tog orlov fra sit mandat til fordel for en stilling som direktør på uddannelsesinstitutionen Niels Brock.
Ved Folketingsvalget i 2019 opnåede Mads Fuglede valg med 3.622 personlige stemmer. Han skiftede i 2020 opstillingskreds til Ringkøbingkredsen i Vestjyllands Storkreds, hvor han blev genvalgt i 2022. 19. marts 2024 meddelte Fuglede, at han havde skiftet parti fra Venstre til Danmarksdemokraterne.

## Vinklub i Folketinget
Ekstra Bladet afslørede den 11. september 2019, at der er en hemmelig vinklub i Folketinget, som mødes flere gange årligt på Børsen og drikker vin og spiritus. Klubben er sponsoreret af brancheforeningen Vin & Spiritus Organisationen i Danmark (VSOD). Klubben opkræver ikke kontigent, og alle arrangementer er gratis for medlemmer af Folketinget at deltage i. Mads Fuglede er formand for Folketingets Vin- og Spiritussocietet, mens Jacob Mark er næstformand. Ifølge Ekstra Bladets artikel deltager 20-30 medlemmer af Folketinget klubben, når den afholder arrangementer. Fødevareminister Mogens Jensen er bekræftet medlem af vinklubben og har angivet sit medlemskab i et af Folketingets oplysningsskemaer om personlige interesser. Antallet af medlemmer klubben er ukendt. Vinklubben blev stiftet i 2017 og har været aktiv siden 2018 ifølge dokumenter fra VSOD. 
Om Folketingets Vin- og Spiritussocietet udtalte Formanden Mads Fuglede efter afsløringen og kritikken, at: "Vi har ikke ondt i sinde ... Det er tænkt som et sted, hvor folketingsmedlemmer kan mødes på tværs af partierne og være sociale sammen, uden at det handler om at bekæmpe hinanden politisk". Mads Fuglede kommenterede, at man i fremtiden vil overveje at opkræve betaling i form af et kontigent af medlemmerne. 

### Kritik
Andreas Drejer, professor i ledelse fra Aalborg Universitet, kritiserede politikerne for dårlig dømmekraft og udtalte: 

"Det her bør de simpelthen holde sig for gode til ud fra et ledelsesmæssigt synspunkt. Det er jo tale om producenter, der køber sig eksklusiv adgang til politikere – og det virker omvendt, som om at det er en slet skjult undskyldning fra de folkevalgte for at få gratis vin og spiritus". 

Næstformand i Transparency International Danmark og ekstern lektor ved Institut for Statskundskab ved Københavns Universitet Jesper Olsen kritiserede vinklubben og politikerne og påpegede, at politikerne selv bør betale for vinklubben og holde det i privat regi:
"Trapper vaskes oppefra, og politikerne skal gå forrest med et godt eksempel. At de deltager i et enkelt arrangement, er isoleret set ikke mærkeligt. Problemet opstår, når det – som du beskriver her – er tilbagevendende og systematisk og er sponsoreret af en brancheforening. Her bør politikernes alarmklokker ringe. Brancheorganisationen inviterer jo ikke politikerne, fordi de er fantastisk godt selskab. De inviterer dem, fordi politikerne repræsenterer den lovgivende magt, som de får eksklusiv adgang til. Vin- og spiritusbranchen kunne lige så godt fortælle om deres problemer med f.eks. afgifter over en danskvand på en politikers kontor". 